# Parc Nacional de Berbak
El parc nacional de Berbak (en indonesi: Taman Nasional Berbak) es troba a l'illa de Sumatra, a la província de Jambi a Indonèsia. Forma part del bosc de pantà més gran del sud-est d'Àsia, i el bosc palustre de torba amb el major nombre d'espècies de palmeres. Protegit des de 1935 en virtut del dret colonial holandès i més tard declarat com a parc nacional, ha estat també reconegut com un aiguamoll d'importància internacional.

## Geografia
El parc nacional ocupa part de la vasta plana al·luvial de l'Est de Sumatra, que comprèn aproximadament una quarta part de l'illa. La regió és predominantment plana, travessada per una sèrie de rius que drenen en direcció nord-est cap a la costa. Al llarg de la costa i les seccions inferiors dels rius, apareixen serralades extenses, platges i maresmes intermareals.

## Vegetació i fauna
En el parc es troben especies de plantes com Shorea i 23 espècies de palmeres. D'aquestes n'hi ha diverses categoritzades en en perill, incloent Johannesteijsmannia i una nova espècie descoberta, Lepidonia kingii.
El parc nacional proporciona un hàbitat ric per la fauna, incloent el tigre de Sumatra i el tapir asiàtic, especies en perill. Petites poblacions romanents de rinoceront de Sumatra, críticament amenaçades, encara existeixen en algunes zones del parc, encara que no han estat vistos en els darrers anys. Les més de 250 espècies d'aus presents inclouen el martinet xinés, marabú javanès, moltes espècies d'alcedines, i el Asarcornis scutulata. Els rèptils presents inclouen la Orlitia borneensis i el cocodril marí.

## Conservació i amenaces
L'àrea del parc nacional ha estat protegida de llavors ençà el 1935 sota llei colonial holandesa, i més tard esdevenir reserva de flora i fauna anomenada Suaka Margasatwa. Fou declarat una Zona humida d'importància internacional pel Conveni de Ramsar i parc nacional el 1992.
El parc s'ha degradat d'ençà el 1990, principalment a causa de la tala il·legal i els incendis. Els grans incendis que es van produir el 1994 i novament el 1997, van destruir al voltant de 12.000 hectàrees a la zona central del parc al llarg del riu Hitam Laut, i aproximadament 4.000 ha al llarg del Simpang Melaka. Es calcula que com a mínim el 25 % del parc ha estat afectat per la tala il·legal i els focs subsegüents. La caça i captura d'animals, i algunes cabanes il·legals també es troben presents dins de la reserva. El 2013 fou construïda a Simpang Malaka una casa a un arbre, des d'on investigadors i turistes poden observar els tigres de manera segura.